# Jessica McClure
Jessica McClure Morales (Midland, 26 marzo 1986) è una ragazza statunitense divenuta famosa per essere caduta all'età di 18 mesi in un pozzo nel giardino di casa della zia, il 14 ottobre 1987.
Da quel giorno, sino al successivo 16 ottobre, i soccorritori lavorarono per 58 ore prima di liberare "Baby Jessica" dal pozzo largo 20 cm circa ad una profondità di 6,7 metri circa.
La storia conquistò l'attenzione mediatica su scala mondiale (portando, secondo alcune critiche, ad un vero e proprio circo mediatico) e, nel 1989, divenne spunto per un film TV dell'emittente americana ABC. Così come evidenziato nel film, di vitale importanza per il salvataggio fu l'utilizzo dell'allora nuova tecnologia di taglio a getto d'acqua.

## Eventi
La CNN, all'epoca dei fatti un'emergente emittente televisiva via cavo, fu presente sul luogo dei fatti con un reportage senza sosta sulle operazioni di salvataggio. Questo imponente bombardamento mediatico della vicenda indusse l'allora presidente Ronald Reagan a dichiarare: "Tutti in America siamo diventati madrine e padrini di Jessica mentre questa vicenda si va evolvendo". Sin dall'inizio, e durante tutto l'arco dell'evolversi dell'incidente, il centralino di una locale emittente televisiva, KMID-TV, fu sommerso di chiamate da parte di organi d'informazione e di privati cittadini di tutto il mondo, i quali chiedevano le ultime novità circa i tentativi di salvataggio e, in alcuni casi, condividevano le proprie idee e opinioni circa questo ed altri incidenti analoghi.
Ron Short, un muscoloso imprenditore edile specializzato nella costruzione di tetti, nato senza clavicole a causa di una displasia cleidocranica e quindi in grado di piegare le sue spalle per muoversi in spazi angusti, si offrì di scendere nel pozzo; la sua disponibilità fu presa in considerazione, ma egli non fu impiegato. La fotografia del salvataggio di Jessica fruttò il premio Pulitzer come migliore fotografia dell'ultim'ora a Scott Shaw, dell'Odessa American, un quotidiano con sede ad Odessa in Texas.

## Dopo l'incidente
A seguito dell'incidente i chirurghi dovettero amputarle un dito del piede andato in gangrena per insufficiente apporto di sangue mentre si trovava nel pozzo; la bambina inoltre si procurò una cicatrice sulla fronte dopo aver urtato il capo contro le pareti della cavità. Jessica fu sottoposta a quindici interventi chirurgici nel corso dell'anno. Ciononostante non è in grado di ricordarsi direttamente di quanto sia avvenuto.
Il paramedico Robert O'Donnell e l'agente di polizia Andy Glasscock rivestirono ruoli decisivi nel salvataggio. O'Donnell soffrì di disturbi da stress post-traumatico e si suicidò nel 1995. Nel 2004 Glasscock fu arrestato in quanto accusato di abusi sessuali nei confronti di minori e di detenzione di materiale pedopornografico. Condannato a 20 anni di reclusione, è deceduto il 10 luglio 2016.
La McClure si è diplomata presso la Greenwood High School, vicino Midland, nel maggio del 2004. Il 28 gennaio 2006, si è sposata con Daniel Morales secondo il rito della Chiesa di Cristo in una cittadina alle porte di Midland. La coppia si è conosciuta presso un asilo nido, dove la McClure lavorava con la sorella del suo futuro marito. La coppia ha un figlio di nome Simon ed una figlia di nome Sheyenne. Il 26 marzo 2011, al compimento dei 25 anni, ha ricevuto un acconto di garanzia del valore di 800 000 dollari. L'acconto di garanzia le è stato di aiuto nell'acquisto della sua abitazione che si trova ad appena due miglia dal luogo dell'incidente che l'ha vista coinvolta nel 1987.

## Impatto mediatico
La ABC produsse un film TV della storia nel 1989, intitolato Una bambina da salvare - Il salvataggio di Jessica McClure, con Patty Duke e Beau Bridges. Il film fu interpretato, tra l'altro, da comparse che avevano realmente preso parte alle operazioni di salvataggio. D. Lance Lunsford scrisse The Rainbow's Shadow - La vera storia del salvataggio di "Baby Jessica" e le tragedie che ne seguirono, pubblicato nel 2006.
Il 30 maggio 2007 il quotidiano statunitense USA Today ha inserito "Baby Jessica" alla posizione numero 22 della sua classifica delle "25 vite di indelebile impatto". In un episodio de I Simpson, intitolato Radio Bart, vi è la parodia dell'attenzione data dai media alla vicenda McClure. Alcuni fotogrammi del salvataggio di Jessica McClure sono stati inseriti nel video musicale della canzone Man in the Mirror di Michael Jackson e nel film V per Vendetta.